# Maurice Chomat
Pour l’article homonyme, voir Chomat.
Maurice Chomat, né le 21 janvier 1953 à Pers-Jussy et décédé le 3 avril 2013 dans le 5e arrondissement de Marseille,  était un ancien pilote français de rallyes, mais aussi de motos (en endurance et rallyes moto, un temps même pilote officiel Honda/Total).
Tout au long de sa carrière sur 2, puis sur 4 roues (la transition se fit en 1977), il eut le soutien du pétrolier Total.
Il termina ses courses à dix reprise en rallyes WRC (Monte-Carlo, Acropole, RAC, Portugal, Safari Rallye, et Tour de Corse), de 1979 à 1988 (meilleures places: 10e à l'Acropole en 1983 et à Monte-Carlo en 1985).
Ses véhicules furent des Porsche, puis Opel Kadett GTE, Lancia Beta coupé HPE 2000 IE Chardonnet / Volta, Audi Quattro, longtemps une place officielle (Visa et AX) pour Citroën-Total, Mazda... et enfin Peugeot P4.
Ses principaux copilotes furent Didier Breton, puis Thierry Barjou.
Il gérait un circuit de karting près de Manosque.

## Palmarès

### Motocyclisme
- Tour de France moto en 1977, sur Honda;
  - 2e du tour de France moto en 1978, sur Honda;
  - 3e du tour de France moto en 1976, sur Kawasaki;
  - Participations au Bol d'Or;
  - Participations aux 24 Heures du Mans moto.

### Automobile

#### Titre
- Champion de France des rallyes Terre: 1989 (sur Citroën Visa 1000 pistes);
- Vainqueur du Trophée Andros: 1991.

#### Victoires
- Rallye Terre du Diois en 1982, avec Breton sur Citroën Visa Trophée;
- 24 Heures de la Découverte en 1984, sur Citroën Visa 1000 Pistes;
- Rallye des 1000 Pistes en 1985, sur Lancia 037;
- Rallycross d'Antibes en 1986, sur Audi Quattro (hors championnat de France de rallye terre);
- Rallye du Maroc en 1987 (22e édition), sur Citroën Visa 1000 Pistes, copilote Gilles Thimonier;
- Rallye Terre de Corse en 1989, sur Citroën Visa 1000 Pistes, copilote Thierry Barjou (championnat de France rallye terre);
- Rallye Terre de Fos en 1989, sur Citroën Visa 1000 Pistes, copilote Thierry Barjou (championnat de France rallye terre);
- Rallye Terre de Castine en 1989, sur Citroën Visa 1000 Pistes, copilote Thierry Barjou
- Rallye Terre de Vaucluse en 1993, sur Mazda 323 GTR Gr.A, copilote Thierry Barjou (championnat de France rallye terre);
- 3 victoires dans le Trophée Andros;
  - 2edu Rallye Terre de Corse en 1993, sur Mazda 323 GTI, avec Thierry Barjou.